# HIStory3 - Make Our Days Count
HIStory3 - Make Our Days Count (HIStory 3 - 那一天) è una miniserie di 20 episodi, appartenente alla serie televisiva antologica taiwanese HIStory, pubblicata sul servizio streaming CHOCO TV (e in latecast su Line TV) dal 16 ottobre al 18 dicembre 2019.

## Trama
Xiang Hao-ting è uno studente scapestrato ed estremamente ribelle che con il suo gruppetto di amici decide di tormentare Yu Xi-ku, un suo compagno di scuola estremamente talentuoso e introverso. Dopo il burrascoso l'approccio iniziale e i suoi deliberati atti di bullismo nei suoi confronti Xiang, nonostante abbia una fidanzata, incomincia a innamorarsi da Yu fino proporsi a lui come suo fidanzato.
Sun Bo-xiang fa parte del gruppo di amici di Hao-ting che per guadagnare qualche soldo lavora nella palestra del cugino nella quale si invaghisce di Lu Zhi-gang (il gestore del negozio dove lavora Yu Xi). Dopo il coming out con gli amici e l'iniziale impacciato corteggiamento a Sun Bo riesce a fidanzarsi con lui.

## Personaggi e interpreti

### Principali
- Xiang Hao-ting, interpretato da Wayne Song
Studente menefreghista che inizialmente bullizza Yu Xi-ku (suo compagno di scuola) con la collaborazione dei suoi amici ma che con il tempo si innamorerà di lui.
- Yu Xi-ku, interpretato da Huang Juan Zhi
Ragazzo timido e introverso che all'inizio della serie subisce numerose angherie da parte di Xiang Hao-ting. Durante la serie si scoprirà che i suoi genitori sono morti e che è stato adottato da una zia.
- Sun Bo-xiang, interpretata da Wilson Liu
Amico di Xiang alquanto infantile e anticonformista. Sebbene all'inizio della serie i suoi amici sono convinti che sia uno sciupafemmine è innamorato di Lu Zhi-gang (un inscritto alla palestra nella quale lavora).
- Lu Zhi-gang, interpretato da Thomas Chang
Capo di Yu Xi e futuro fidanzato di Sun Bo-xiang. Nelle serie si scoprirà che la sua famiglia lo ha cacciato di casa a causa della sua omosessualità (durante la serie Sun Bo-xiang tenterà di ricucire tale rapporto).

### Secondari
- Xia En, interpretato da Xia En
Amico e compagno di classe di Hao-ting.
- Xia De, interpretato da Xia De
Il fratello gemello più giovane di En.
- Lin Cai-zhu, interpretata da Sara Yu
Madre di Hao-ting.
- Xiang Qing-chang, interpretato da Spark Chen
Padre di Hao-ting con il quale ha un rapporto burrascoso.
- Xiang Yong-qing, interpretata da Tsai Yueh-hsun 
Sorella minore di Hao-ting.
- Sun Wen Jie, interpretato da Xu Ming Jie
Cugino più anziano di Sun Bo il quale è proprietario della palestra nella quale lavora. Una volta scoperta la relazione tra Sun Bo e Lu Zhi risulta assai comprensivo.
- Li Xi-yu, interpretato da Cindy Chi
Inizialmente è la fidanzata di Xiang Hao ma si separa da lui quando quest'ultimo si innamora di Yu Xi Gu.
- Gao Xiao Chun, interpretato da Shih Cheng Hao
Amico intimo e compagno di classe di Hao-ting
- John, interpretato da Allen Chen

### Guest star
- Cheng Qing, interpretato da Duke Wu

## Episodi
| Episodio | Messa in onda    |
| -------- | ---------------- |
| 1        | 16 ottobre 2019  |
| 2        | 16 ottobre 2019  |
| 3        | 23 ottobre 2019  |
| 4        | 23 ottobre 2019  |
| 5        | 30 ottobre 2019  |
| 6        | 30 ottobre 2019  |
| 7        | 6 novembre 2019  |
| 8        | 6 novembre 2019  |
| 9        | 13 novembre 2019 |
| 10       | 13 novembre 2019 |
| 11       | 20 novembre 2019 |
| 12       | 20 novembre 2019 |
| 13       | 27 novembre 2019 |
| 14       | 27 novembre 2019 |
| 15       | 4 dicembre 2019  |
| 16       | 4 dicembre 2019  |
| 17       | 11 dicembre 2019 |
| 18       | 11 dicembre 2019 |
| 19       | 18 dicembre 2019 |
| 20       | 18 dicembre 2019 |